# Paragorgia maunga
Paragorgia maunga is een zachte koraalsoort uit de familie Paragorgiidae. De koraalsoort komt uit het geslacht Paragorgia. Paragorgia maunga werd in 2005 voor het eerst wetenschappelijk beschreven door Sánchez. 